# Ходкевич, Иван

Герб Ходкевичей Косцеша

Ива́н Фёдорович Ходке́вич (около 1420 — ум. около 1485) — западнорусский боярин, гетман великий литовский, маршалок великий литовский, воевода витебский, воевода киевский (1480—1482), староста луцкий (с 1478).

## Биография
Представитель западнорусского боярского рода Ходкевичей.
Сын киевского боярина Ходки (Фёдора) Юрьевича. Православного вероисповедания.
Воевода витебский на службе у великого князя литовского и короля польского Казимира Ягеллончика.
В 1453 году был послан на сейм в Парчев к полякам, с целью исправления пунктов унии по вопросу о возврате Литве Волыни и Подолья.
В 1458 и 1466 годах участвовал в составе литовских войск в Тринадцатилетней войне между Польским королевством и Тевтонским орденом.
В 1474 году командовал литовским войском, отправленным на помощь избранному венгерским королём Владиславу Ягеллону против бунтовщиков. 12 октября 1474 года Иван Ходкевич командовал литовскими войсками в битве близ Вроцлава (Бреслау) против Матьяша Корвина.
В 1476 году Иван, его брат Павел и одиннадцать других вельмож подписали письмо и приняли участие в подготовке посольства Мисаила, выбранного киевским митрополитом к папе римскому Сиксту IV по вопросу о заключении унии, где он фигурирует как воевода витебский, маршалок и великий гетман.
С 1478 года — староста луцкий, в 1480—1484 годах — воевода киевский. В 1481 году, вероятно, являлся инициатором раскрытия заговора трёх видных литовско-русских князей против Казимира IV.
1 сентября 1482 года крымский хан Менгли-Гирей напал на Киев, сжёг соборы и церкви, захватил в плен большое количество людей. В ясырь попал и киевский воевода Иван Ходкевич с женой и детьми.
Умер в неволе на территории Крымского ханства, а его жена Агнесса, дочь Аграфена и сын Александр были выкуплены из плена и продолжили род Ходкевичей.

## Семья
Иван Ходкевич был женат на княжне Агнешке Софии Ивановне Бельской (ум. после 1496), дочери первого удельного князя Ивана Владимировича Бельского (ум. ок. 1450) и Василисы Андреевны Гольшанской (ум. 1484). Дети:
- Александр Ходкевич (ок. 1475—1549), воевода новогрудский
- Аграфена Ходкевич (ум. до 1542), жена наместника минского, князя Богдана Ивановича Заславского (1486—1528)
- Якумила Ходкевич, скончалась в татарском плену.